# Jean-François Boucher
Pour les articles homonymes, voir Boucher.
Jean-François Boucher (né le 1er décembre 1985 à Rosemère, dans la province de Québec au Canada) est un joueur professionnel canadien de hockey sur glace qui possède également la nationalité allemande.
Il est le fils du patineur de vitesse Gaétan Boucher.

## Carrière de joueur
Après 4 saisons avec les Bulldogs de Yale dans la NCAA, il a passé la saison 2008-2009 en Allemagne, avec le ERC Ingolstadt de la DEL.
À l'automne 2009, il revient au Canada, signant un contrat avec le Saint-François de Sherbrooke de la Ligue nord-américaine de hockey, avant d'être échangé le 5 décembre au CRS Express de Saint-Georges, avec qui il remporte la Coupe Futura au terme de la saison.
À l'été 2010, il signe avec les Huskies de Cassel de la DEL, mais à la fin du mois d'août, le club est expulsé de la ligue. Le 30 août, il revient au Canada, signant un contrat avec son ancien club, qui porte maintenant le nom du Cool FM 103,5 de Saint-Georges.
Le 4 mai 2012, il retourne avec le ERC Ingolstadt.

## Statistiques
| Saison    | Équipe                         | Ligue |    | Saison régulière | Saison régulière | Saison régulière | Saison régulière | Saison régulière |   | Séries éliminatoires | Séries éliminatoires | Séries éliminatoires | Séries éliminatoires | Séries éliminatoires |
| Saison    | Équipe                         | Ligue | PJ | B                | A                | Pts              | Pun              | PJ               | B | A                    | Pts                  | Pun                  |                      |                      |
| 2004-2005 | Bulldogs de Yale               | NCAA  | 31 | 5                | 3                | 8                | 36               |                  |   |                      |                      |                      |                      |                      |
| 2005-2006 | Bulldogs de Yale               | NCAA  | 31 | 13               | 10               | 23               | 107              |                  |   |                      |                      |                      |                      |                      |
| 2006-2007 | Bulldogs de Yale               | NCAA  | 30 | 9                | 3                | 12               | 104              |                  |   |                      |                      |                      |                      |                      |
| 2007-2008 | Bulldogs de Yale               | NCAA  | 28 | 3                | 2                | 5                | 51               |                  |   |                      |                      |                      |                      |                      |
| 2008-2009 | ERC Ingolstadt                 | DEL   | 47 | 1                | 3                | 4                | 76               | -                | - | -                    | -                    | -                    |                      |                      |
| 2009-2010 | Saint-François de Sherbrooke   | LNAH  | 5  | 0                | 0                | 0                | 9                | -                | - | -                    | -                    | -                    |                      |                      |
| 2009-2010 | CRS Express de Saint-Georges   | LNAH  | 23 | 5                | 9                | 14               | 18               | 18               | 3 | 10                   | 13                   | 34                   |                      |                      |
| 2010-2011 | Cool FM 103,5 de Saint-Georges | LNAH  | 41 | 14               | 15               | 29               | 62               | 9                | 0 | 3                    | 3                    | 27                   |                      |                      |
| 2011-2012 | Cool FM 103,5 de Saint-Georges | LNAH  | 37 | 2                | 14               | 16               | 98               | -                | - | -                    | -                    | -                    |                      |                      |
| 2012-2013 | ERC Ingolstadt                 | DEL   | 41 | 2                | 3                | 5                | 50               | 6                | 1 | 1                    | 2                    | 0                    |                      |                      |
| 2013-2014 | ERC Ingolstadt                 | DEL   | 46 | 7                | 5                | 12               | 44               | 7                | 0 | 0                    | 0                    | 6                    |                      |                      |
| 2014-2015 | ERC Ingolstadt                 | DEL   | 38 | 4                | 6                | 10               | 20               | 12               | 2 | 1                    | 3                    | 34                   |                      |                      |
| 2015-2016 | Kölner Haie                    | DEL   | 46 | 4                | 3                | 7                | 40               | 7                | 1 | 1                    | 2                    | 18                   |                      |                      |
| 2016-2017 | Kölner Haie                    | DEL   | 30 | 1                | 2                | 3                | 35               | 5                | 0 | 0                    | 0                    | 0                    |                      |                      |
| 2017-2018 | Kölner Haie                    | DEL   | 22 | 0                | 0                | 0                | 12               | 6                | 0 | 1                    | 1                    | 2                    |                      |                      |

## Trophées et honneurs personnels
- Saison 2009-2010 de la LNAH : remporte la Coupe Futura avec le CRS Express de Saint-Georges